# Liste der pakistanischen Botschafter in der Sowjetunion und Russland

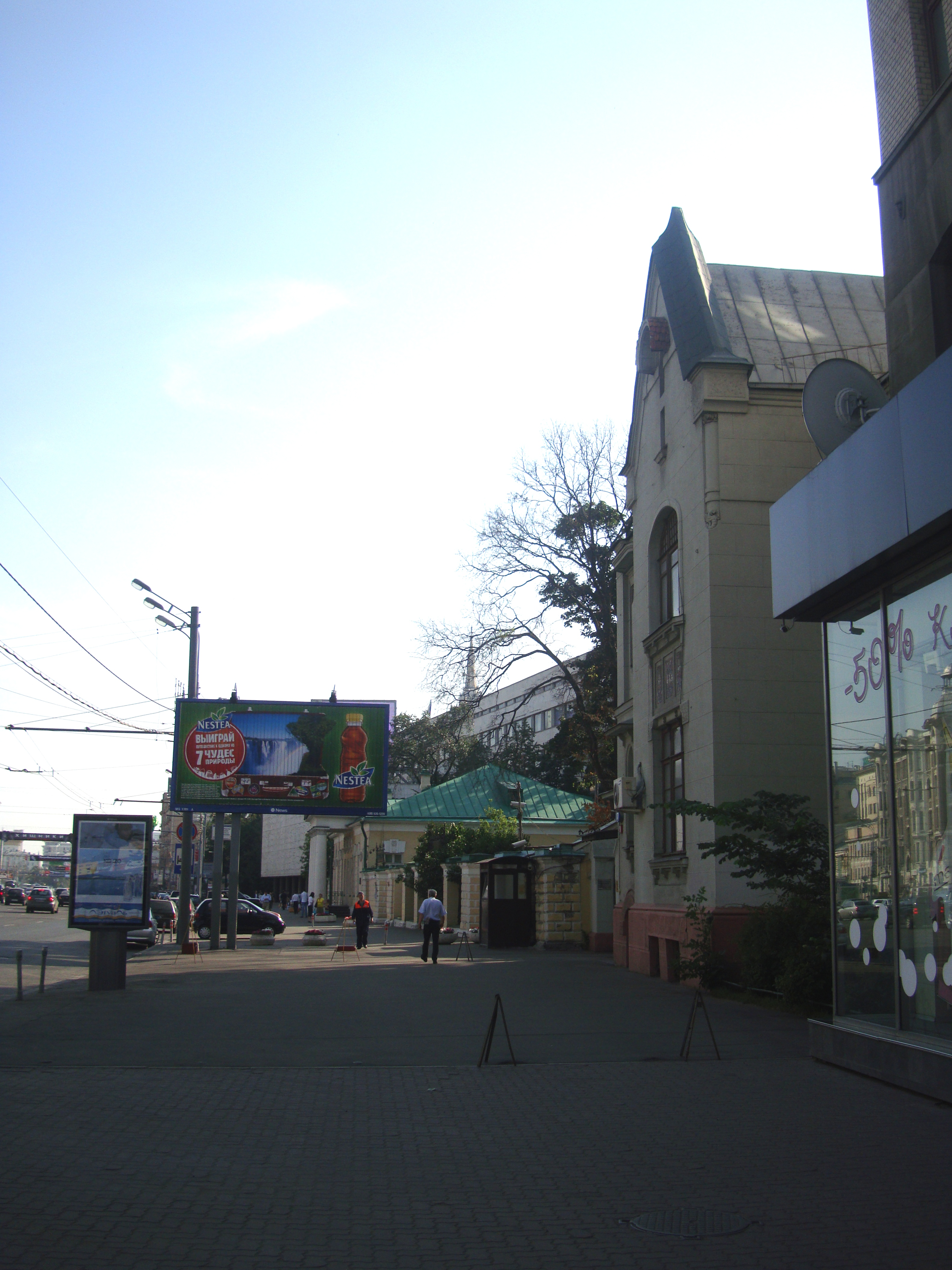
Die pakistanische Botschaft befindet sich in der Ul Sadovo-Kudrinskaya 17. Das Gebäude wurde 1911 für AV Demidov nach Plänen von KS Geist errichtet.

Der pakistanische Botschafter in Moskau ist regelmäßig auch bei der Regierung in Prag akkreditiert.
| Ernannt / Akkreditiert | Name                      | Bemerkungen | ernannt von              | während der Regierung von          | Posten verlassen |
| ---------------------- | ------------------------- | --- | ------------------------ | ---------------------------------- | ---------------- |
| Nov. 1949              | Shualb Qureshi            | Eröffnung der Botschaft | Khawaja Nazimuddin       | Josef Stalin                       | 1951             |
| 1952                   | Sikander Ali Baig         | 24. Juli 1959 – 7. September 1962 Botschafter in Bern | Ghulam Muhammad          | Josef Stalin                       | 1955             |
| 1959                   | Agha Hilaly               | | Mohammed Ayub Khan       | Nikita Sergejewitsch Chruschtschow |                  |
| 1960                   | Ahmed Ali Salman          | Geschäftsträger | Mohammed Ayub Khan       | Nikita Sergejewitsch Chruschtschow |                  |
| 1961                   | Mian Arshad Hussain       | 1959 Botschafter in Stockholm, 1963 High Commissioner to India | Mohammed Ayub Khan       | Nikita Sergejewitsch Chruschtschow | 1963             |
| Okt. 1963              | Iqbal Athar               | (* 6. Juli 1916) | Mohammed Ayub Khan       | Nikita Sergejewitsch Chruschtschow | Aug. 1966        |
| Sep. 1965              | Ahmed Ali Salman          | | Mohammed Ayub Khan       | Leonid Iljitsch Breschnew          | 14. Nov. 1969    |
| 25. Dez. 1969          | Jamsheed Marker           | | Agha Muhammad Yahya Khan | Andrei Andrejewitsch Gromyko       | 25. März 1975    |
| 25. März 1972          | Samiullah Khan Dehlavi    | | Zulfikar Ali Bhutto      | Leonid Iljitsch Breschnew          | 1975             |
| 1974                   | Humayun Khan              | Geschäftsträger | Fazal Ilahi Chaudhry     | Leonid Iljitsch Breschnew          |                  |
| 1975                   | Sajjad Hyder              | | Fazal Ilahi Chaudhry     | Leonid Iljitsch Breschnew          | 1977             |
| 1977                   | Sahabzada Yaqub Khan      | | Fazal Ilahi Chaudhry     | Leonid Iljitsch Breschnew          | 1981             |
| 1981                   | Iftikhar Ali Khan         | | Mohammed Zia ul-Haq      | Leonid Iljitsch Breschnew          | 1985             |
| 1985                   | Shahid Amin               | | Mohammed Zia ul-Haq      | Andrei Andrejewitsch Gromyko       | 1988             |
| 1988                   | Abdul Sattar              | 1975–1978: Botschafter in Wien, 1978–1982 und 1990–1992 in Neu-Delhi. | Ghulam Ishaq Khan        | Michail Sergejewitsch Gorbatschow  | 1991             |
| 1991                   | Ashraf Qazi               | | Ghulam Ishaq Khan        | Boris Nikolajewitsch Jelzin        | 1994             |
| 1993                   | Tanvir Ahmed Khan         | | Wasim Sajjad             | Boris Nikolajewitsch Jelzin        | 1997             |
| 1998                   | Mansoor Alam              | | Mohammed Rafiq Tarar     | Boris Nikolajewitsch Jelzin        |                  |
| 1999                   | Inamul Haq                | | Mohammed Rafiq Tarar     | Boris Nikolajewitsch Jelzin        |                  |
| 2001                   | Ifthihar Murshed          | [ 1 ] | Pervez Musharraf         | Wladimir Wladimirowitsch Putin     | 2004             |
| 2005                   | Mustafa Kamal Qazi        | | Pervez Musharraf         | Wladimir Wladimirowitsch Putin     |                  |
| 2006                   | Abdul Mateen Khan         | | Pervez Musharraf         | Wladimir Wladimirowitsch Putin     |                  |
| 2010                   | Mohammad Khalid Khattak   | Sohn von Nasrullah Khan Khattak, 1980: Gesandtschaftssekretär zweiter Klasse in Moskau, 1996–2001: deputy high commissioner, Geschäftsträger in Neu-Delhi, 2004: Botschafter in Brasilia, 2007: Additional Secretary for Foreign Affairs | Asif Ali Zardari         | Dmitri Anatoljewitsch Medwedew     | 21. Jan. 2013    |
| 21. Jan. 2013          | Alamgir Bashar Khan Babar | Аламгир Башар Хан Бабар | Asif Ali Zardari         | Dmitri Anatoljewitsch Medwedew     |                  |